# Caladenia pusilla
Caladenia pusilla là một loài thực vật có hoa trong họ Lan. Loài này được W.M.Curtis mô tả khoa học đầu tiên năm 1979.